# Tricarpelema giganteum
Tricarpelema giganteum är en himmelsblomsväxtart som först beskrevs av Justus Carl Hasskarl, och fick sitt nu gällande namn av Hiroshi Hara. Tricarpelema giganteum ingår i släktet Tricarpelema och familjen himmelsblomsväxter. Inga underarter finns listade.